# Karbach (Rhénanie-Palatinat)
Pour les articles homonymes, voir Karbach.
Karbach est une municipalité du Verbandsgemeinde Emmelshausen, dans l'arrondissement de Rhin-Hunsrück, en Rhénanie-Palatinat, dans l'ouest de l'Allemagne.